# 邢表
邢表（1430年—1491年），字居正，順天府霸州文安縣（今河北省廊坊市文安縣）人，明朝政治人物。天順丁丑進士，弘治初官至四川巡撫。

## 生平
順天府鄉試第十名舉人。天順元年（1457年）丁丑科會試第二百五名，殿試登進士第三甲第六十四名。知獲嘉縣，擢彰德府知府。調衛輝府，均有善政。歷升山東左參政、右布政使，改四川，進左布政使。弘治初年，就拜都察院右副都御史，巡撫其地。弘治四年（1491年）卒，家無餘貲。

## 家族
曾祖邢士能。祖父邢寬。父邢玉。